# Pseudofolsomia acanthella
Pseudofolsomia acanthella is een springstaartensoort uit de familie van de Isotomidae. De wetenschappelijke naam van de soort is voor het eerst geldig gepubliceerd in 1967 door Martynova.